# Kinniya
Kinniya (syng. කින්නියා, tamil. கிண்ணியா) – miasto w Sri Lance, w prowincji Wschodnia.